# Kecupak I
Kecupak I is een bestuurslaag in het regentschap Pakpak Bharat van de provincie Noord-Sumatra, Indonesië. Kecupak I telt 557 inwoners (volkstelling 2010).